# Système de cadres du parti communiste chinois
 (mars 2025).

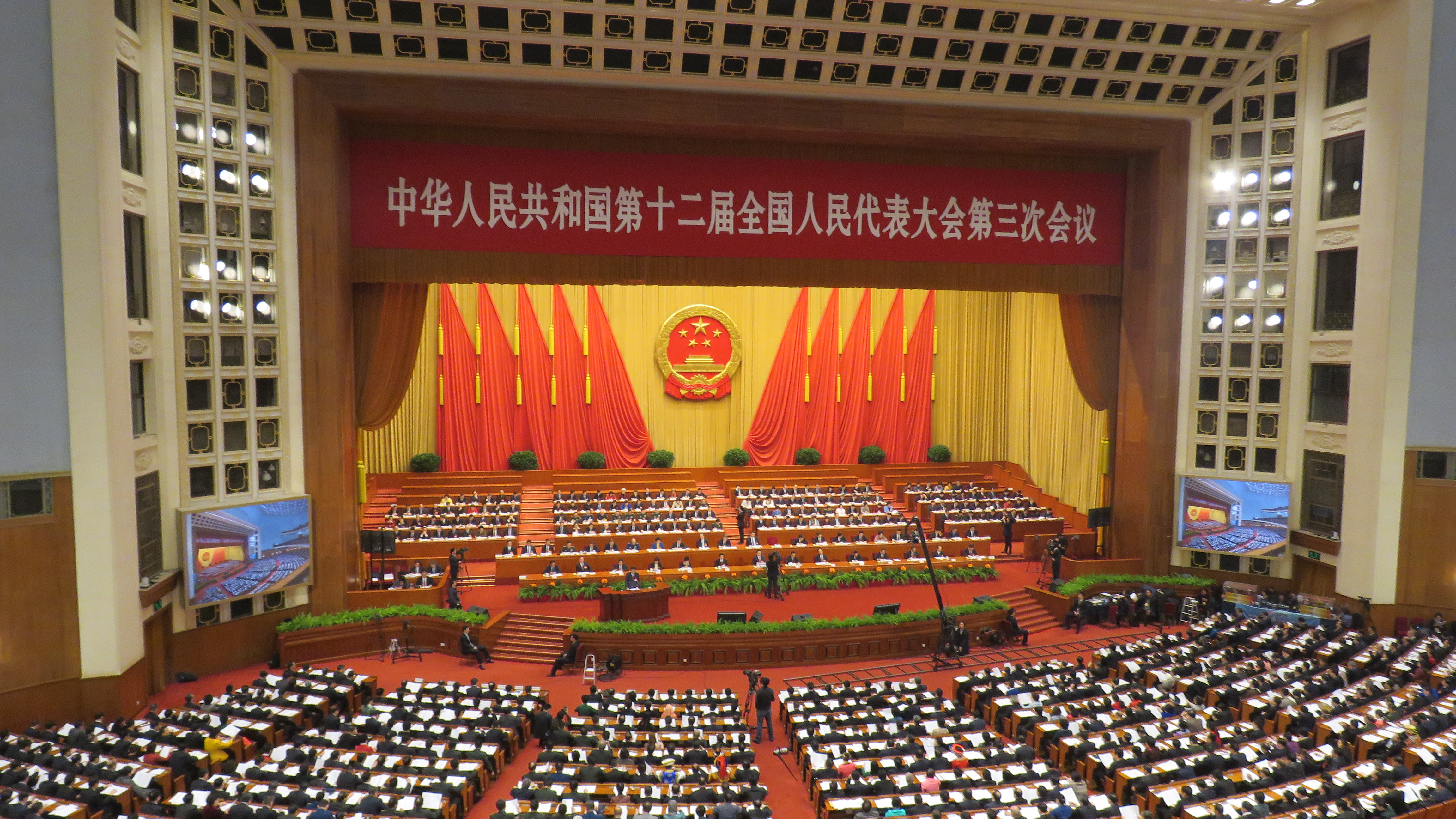
Assemblée nationale populaire, organe de décision du parti communiste chinois.

Le Parti communiste chinois (PCC) dispose d'un système de formation, d'organisation, de nomination et de contrôle du personnel qui remplit un large éventail de fonctions de type fonctionnaire au sein du parti, de l'État, de l'armée, des entreprises et d'autres organisations dans toute la République populaire de Chine. Le système est composé de plusieurs millions de professionnels à temps plein.
La Chine est un État à parti unique dirigé par le PCC. La gestion des cadres est l'un des moyens par lesquels le PCC contrôle l'État et influence la société dans son ensemble. Le personnel doit être loyal envers le PCC, mais n'en est pas toujours membre. Les cadres sont non seulement formés pour être des administrateurs compétents, mais aussi pour être idéologiquement fidèles au parti et à sa poursuite du socialisme aux caractéristiques chinoises.
Ce système politique permet d'encadrer les millions de cadres du parti qui participent au fonctionnement du pays. En 2013, le secrétaire général Xi Jinping a lancé une vaste campagne de purges contre les membres accusés de corruption. Cette campagne se poursuit encore aujourd'hui.

## Définition
Le terme « cadre » désigne plus généralement le personnel chargé de la gestion des affaires de l'État et/ou du parti. Fondé sur le concept léniniste de l'avant-garde, un cadre est un révolutionnaire professionnel à temps plein qui se consacre aux objectifs d'un parti communiste, par opposition aux membres ordinaires qui ne sont pas impliqués dans la gestion quotidienne du parti. Le terme a été utilisé pour la première fois par le parti communiste chinois lors du deuxième congrès national du parti communiste chinois en juillet 1922.
Aujourd'hui, en chinois, le terme s'étend généralement à toute personne occupant une position d'autorité ou de responsabilité soumise à la surveillance du PCC, qu'elle soit ou non membre du parti. Le professeur John P. Burns à l'université de Hong Kong définit un cadre comme « les gestionnaires, les administrateurs et les professionnels que l'on trouve dans tous les secteurs de l'économie, y compris les entreprises, dans les organes administratifs, y compris le gouvernement, et dans les unités de service public ». La définition du terme s'est considérablement élargie depuis la première décennie de la République populaire de Chine, s'étendant de ses plus hauts dirigeants à des postes de niveau relativement bas.
Le personnel occupant de nombreux postes au sein des entreprises d'État et d'autres institutions affiliées au gouvernement est également appelé « cadres ». Ces personnes sont généralement rémunérées par l'État,. Les directeurs des entreprises d'État centrales supervisées par la SASAC sont nommés par le biais du système des cadres. Les directeurs des 50 plus grandes entreprises sont nommés directement par le Comité central du Parti et ont un rang équivalent à celui d'un ministre ou d'un vice-ministre.

### Typologie
Au niveau national, les cadres en Chine sont généralement divisés en six catégories,:
- Les dirigeants et le personnel des organismes nationaux (par exemple, les agences gouvernementales, le Congrès national du peuple, etc.)
- Les dirigeants et le personnel du parti communiste chinois ou des partis mineurs officiellement approuvés et de leurs organes.
- Personnel militaire en service actif ayant un rang égal ou supérieur à celui d'une section (comme un commissaire politique)
- les dirigeants et le personnel des organisations sociopolitiques et des organisations de masse (par exemple, la Fédération des femmes de Chine)
- les cadres professionnels et techniques (selon Zhong, les spécialistes tels que « les ingénieurs, les médecins, les professeurs et les artistes »)[10]. Le personnel de direction des entreprises d'État ou d'autres institutions publiques.

### Cadres dirigeants
Une distinction supplémentaire est faite en Chine entre les cadres dirigeants (chinois simplifié : 领导干部 ; chinois traditionnel : 領導幹部 ; pinyin : Lǐngdǎo gànbù) et les cadres non dirigeants. Cette distinction a été formulée pour la première fois dans les réformes de la fonction publique à partir de 1993. Le statut de cadre dirigeant ne dépend pas du rang, car de nombreux cadres de haut rang peuvent néanmoins ne pas occuper ce que l'on considère comme une position dirigeante. Les nominations des cadres dirigeants sont régies par le Département de l'organisation du Parti communiste chinois, tandis que les postes non dirigeants sont généralement gérés par les départements du personnel et des ressources humaines de leurs unités de travail. Les branches du Département de l'organisation à tous les niveaux tiennent une « liste de réserve des cadres dirigeants » (chinois : 领导干部候补名单 ; pinyin : Lǐngdǎo gànbù hòubǔ míngdān) sur laquelle des cadres compétents peuvent être sélectionnés pour occuper des postes de direction au fur et à mesure qu'ils deviennent vacants. Ces listes sont tenues par le département d'organisation du niveau le plus élevé (c'est-à-dire qu'une liste au niveau du canton est tenue par le département d'organisation du comté, et ainsi de suite).
Bien que des statistiques précises ne soient pas publiées, Chan et Gao 2018 ont estimé qu'il y avait environ deux millions de cadres dirigeants.

## Histoire

### Avant la révolution
Le parti communiste chinois s'est rapidement développé au cours des premières années qui ont suivi sa création en 1921. Après avoir été repoussé à Yan'an pendant la Longue Marche, Mao Zedong s'est concentré sur la consolidation et l'expansion du PCC, dont le nombre de membres était tombé de 300 000 à 40 000. Profitant de la deuxième guerre sino-japonaise, qui mobilise la majeure partie de l'attention du Kuomintang au pouvoir, le PCC se développe massivement au cours des années suivantes en pénétrant dans les territoires occupés par les Japonais et en y recrutant. Il s'est fortement appuyé sur son Armée rouge pour asseoir son pouvoir dans ces territoires libérés et identifier les militants les plus remarquables à recruter. En 1939, il contrôlait plus de 150 comtés et une population de plus de 100 millions d'habitants.
La croissance territoriale du PCC nécessitait un plus grand nombre de membres pour servir de cadres, et le parti assouplit donc quelque peu ses restrictions d'adhésion aux intellectuels, aux anciens officiers de gauche du Kuomintang et à d'autres personnes ne provenant pas d'un milieu purement paysan. Les paysans et les ouvriers, tout en formant la base idéologique du PCC, étaient en grande partie illettrés et sans éducation, et n'étaient donc pas bien adaptés au travail de certains postes de cadres de haut niveau. Par conséquent, au niveau des comtés et au-delà, la majorité des cadres était composée de personnes instruites. En revanche, les cadres du Parti au niveau des branches et des districts étaient en grande majorité composés d'ouvriers et de paysans locaux, qui connaissaient bien les conditions locales et pouvaient mieux nouer des relations avec la communauté. Cependant, malgré la nécessité de disposer de cadres instruits, pendant la guerre civile, le PCC s'est principalement attaché à recruter des paysans pour la guérilla. Ainsi, parmi les cadres, la capacité à diriger et à commander des combattants était généralement plus importante que la capacité à gérer les zones occupées.
Après la capitulation du Japon et la reprise des hostilités actives dans la guerre civile chinoise, le nombre de membres du Parti a continué à augmenter au fur et à mesure de l'avancée contre le Kuomintang, atteignant trois millions de membres en 1948. L'occupation de la Mandchourie à la suite du retrait du Japon impérial est à l'origine d'une grande partie de cette croissance ; le PCC a envoyé 100 000 soldats et 20 000 cadres pour prendre le contrôle du territoire. Bien qu'il n'existe pas de données nationales sur la répartition des membres cadres et non cadres, il semble qu'un grand nombre de membres du PCC aient été considérés comme des cadres à l'époque.
À la fin de la guerre civile, le Parti communiste chinois avait mis en place une structure organisationnelle capable de se gouverner lui-même et de gouverner les personnes et les organisations non membres du PCC qu'il supervisait dans les territoires occupés. Cependant, il s'était concentré sur la guerre, par opposition à l'art de gouverner, à l'administration et au développement économique, et il fut donc rapidement confronté à une grave pénurie de main-d'œuvre administrative.

### Durant la période maoiste
Le 1er octobre 1949, Mao Zedong a proclamé la République populaire de Chine sur la place Tiananmen.
Le système des cadres est l'un des rares organes du parti-État à avoir fonctionné sans interruption au cours de l'histoire de la RPC.
À l'époque, le Parti communiste était confronté à une grave pénurie de personnel qualifié pour pourvoir plus de 2,7 millions de postes publics nécessaires pour gouverner le pays. En 1955, le PCC avait mis en place un système de nomination pour pourvoir les postes sur le modèle du système de nomenklatura de l'Union soviétique. En raison de la forte demande de main-d'œuvre, le PCC a été contraint de faire appel à d'anciens fonctionnaires du Kuomintang pour pourvoir un grand nombre de ces postes en tant que cadres de bas niveau, non membres du parti, ce qui a permis d'atténuer la pénurie en 1952. En 1956, en partie à cause des campagnes Trois-anti et Cinq-anti, la plupart de ces anciens fonctionnaires ont été licenciés.

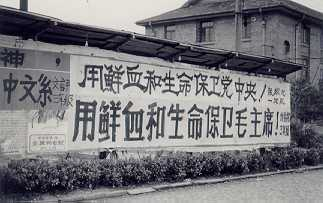
Slogan politique durant la révolution culturelle sur le campus de Fudan en 1976 : Défendre le Comité central avec (notre) sang et (notre) vie !

Le gouvernement chinois des premières années a également fait appel à des intellectuels (titulaires d'un diplôme d'études secondaires ou plus) pour combler les lacunes de ses cadres. Les intellectuels plus âgés étaient considérés comme plus sensibles aux influences de l'idéologie bourgeoise, mais leurs compétences spécialisées les rendaient utiles. Les jeunes intellectuels (nouveaux diplômés à l'époque de la fondation de la République populaire) étaient également utiles et pouvaient prétendre être moins influencés par la pensée bourgeoise que leurs prédécesseurs plus âgés. Malgré cela, Mao a fini par se méfier de ce groupe et a lancé le Mouvement d'éducation socialiste en 1963 afin de purger les rangs des cadres perçus comme des intellectuels réactionnaires.
Les « anciens cadres » - ceux qui avaient rejoint le PCC avant la fondation de la République populaire - ont conservé une influence considérable sur la gouvernance dans les années qui ont suivi 1949. Ils occupaient les postes de direction des comités du parti à tous les niveaux, mais étaient en grande partie sans instruction et n'avaient pas les compétences administratives suffisantes. D'une manière générale, la loyauté envers le parti primait sur le niveau d'instruction pour la promotion des cadres à des postes administratifs de haut niveau dans la Chine maoïste. Ce n'est qu'après la mort de Mao qu'une formation universitaire est devenue nécessaire pour accéder à ces postes. En 1962, la conférence des 7 000 cadres permet à Mao de renforcer son autorité sur le parti. En 1965, 9,3 millions de fonctionnaires étaient classés comme cadres.
Pendant la révolution culturelle, la désorganisation générale du PCC et de la Chine a limité l'utilisation efficace du système. Les nominations aux postes de direction sont devenues très irrégulières et le Département central d'organisation n'a jamais été mentionné dans la presse chinoise entre 1967 et 1972. Contrairement aux cadres contemporains, les cadres de l'époque de Mao ne pouvaient pas quitter un poste gouvernemental pour entrer dans une entreprise privée ou pour demander une mutation volontaire dans une autre région ou un autre bureau. En conséquence, peu de cadres quittaient leur poste volontairement.

### La grande réforme des cadres
Après la mort de Mao Zedong et la mise à l'écart de Hua Guofeng, la Chine s'est lancée dans une série de réformes économiques systémiques sous la direction de Deng Xiaoping. En 1980, des efforts ont été entrepris pour réinstitutionnaliser le système des cadres après la discorde de la révolution culturelle, afin que le PCC soit en mesure de mener à bien la modernisation de la Chine. Ces efforts se sont particulièrement concentrés sur le renforcement de la formation idéologique des cadres afin de renforcer la compréhension de leur propre rôle dans la ligne de masse reliant le peuple et le parti. Cette année-là, Deng a appelé à un rajeunissement du système par la promotion de cadres « révolutionnaires, plus jeunes, plus éduqués et plus spécialisés sur le plan technique ». Les règlements ultérieurs comprennent l'établissement d'un système de retraite des cadres, des limites d'âge pour les cadres dirigeants et de nouvelles règles de recrutement et de promotion. Le PCC a également mis en œuvre la politique du « troisième échelon ». Cette politique visait à promouvoir un total de 135 000 jeunes fonctionnaires à tous les niveaux afin de préparer le départ à la retraite des dirigeants plus âgés en 1985.
En août 1984, le système a été réformé pour décentraliser l'autorité, en partie parce que le Département central de l'organisation n'était pas en mesure de gérer les quelque 13 000 postes dont il était théoriquement responsable. Ces réformes ont considérablement réduit le nombre de postes de la nomenklatura centrale, en transférant leur gestion aux autorités provinciales. Le nombre total de postes de cadres - estimé à plus de 8,1 millions en 1982 est resté inchangé, mais le contrôle global par les autorités locales a augmenté,.

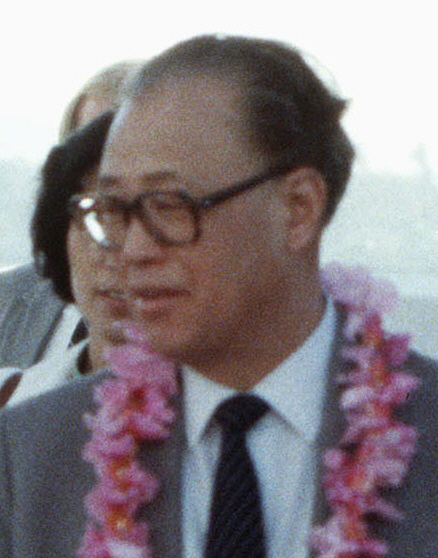
Zhao Ziyang, cadre du PCC qui essaya de réformer le système avant de chuter en 1989

Zhao Ziyang, élu secrétaire général du Parti communiste chinois en janvier 1987, a proposé une réforme en profondeur du système des cadres dans le cadre de son discours au 13e Congrès du Parti. Zhao a cherché à établir une fonction publique plus indépendante qui ne dépendrait pas entièrement du PCC, et ainsi réformer les relations entre le parti et l'État chinois. Zhao envisageait un système dans lequel les cadres administratifs (c'est-à-dire les fonctionnaires) seraient gérés par leurs organes gouvernementaux respectifs, au lieu du département de l'organisation du parti, qui à son tour évoluerait vers un rôle axé sur la recherche et la politique plutôt que sur la gestion et la sélection du personnel. Ce système serait basé sur le mérite et reposerait largement sur des examens standardisés. Les fonctionnaires bénéficieraient d'un certain degré de protection contre le licenciement arbitraire.
À la suite des manifestations et du massacre de la place Tiananmen en 1989, Zhao et d'autres réformistes sont tombés du pouvoir et le projet de réforme de la fonction publique a été dénoncé par les dirigeants restants du Parti. Les propositions de Zhao ont ensuite été fortement modifiées et mises en œuvre sous le nom de « Règlements provisoires sur les fonctionnaires de l'État » en 1993. Cette réforme contenait des dispositions pour le recours systématique aux examens, mais uniquement pour le recrutement à des postes non dirigeants. Le Règlement provisoire a établi la première fonction publique formelle en Chine depuis la fondation de la République populaire.

### Réformes des années 2000
Les Règlements provisoires de 1993 sur les fonctionnaires de l'État étaient délibérément restrictifs, reflétant les désirs des membres plus conservateurs du Politburo, en particulier Li Peng. En 1995, le ministère du Personnel a publié un rapport affirmant que les Règlements devaient être élargis pour inclure des domaines de l'autorité de l'État qui n'étaient pas inclus à l'origine, comme le système judiciaire.
Après l'arrivée au pouvoir de Xi Jinping, une vaste campagne anti-corruption est lancée dans le pays. Cette campagne, première de cette envergure depuis la révolution culturelle, frappe des millions de membres du parti communiste. Elle s'accompagne de nombreuses nouvelles règles telles que le règlement en huit points. En 2019, le Comité central du Parti communiste chinois a publié une règle exigeant que les membres à l'étranger contactent les cellules du PCC chez eux au moins une fois tous les six mois.

## Formation et idéologie

### Formation des cadres
En 1937, Mao a présenté une vision large des cadres en tant que personnel de qualité capable de relier le PCC aux masses là où ils travaillaient. Cette vision a finalement été incluse dans le Petit Livre rouge.
Nos organisations du Parti doivent s'étendre à tout le pays et nous devons former délibérément des dizaines de milliers de cadres et des centaines de dirigeants de masse de premier ordre. le Parti s'appuie sur ses liens avec les membres et les masses, et c'est en s'appuyant sur leur direction ferme des masses que le Parti peut réussir à vaincre l'ennemi. Ces cadres et dirigeants doivent être libérés de l'égoïsme, de l'héroïsme individualiste, de l'ostentation, de la paresse, de la passivité et du sectarisme arrogant, et ils doivent être des héros nationaux et de classe altruistes, telles sont les qualités et le style de travail exigés des membres, des cadres et des dirigeants de notre Parti.

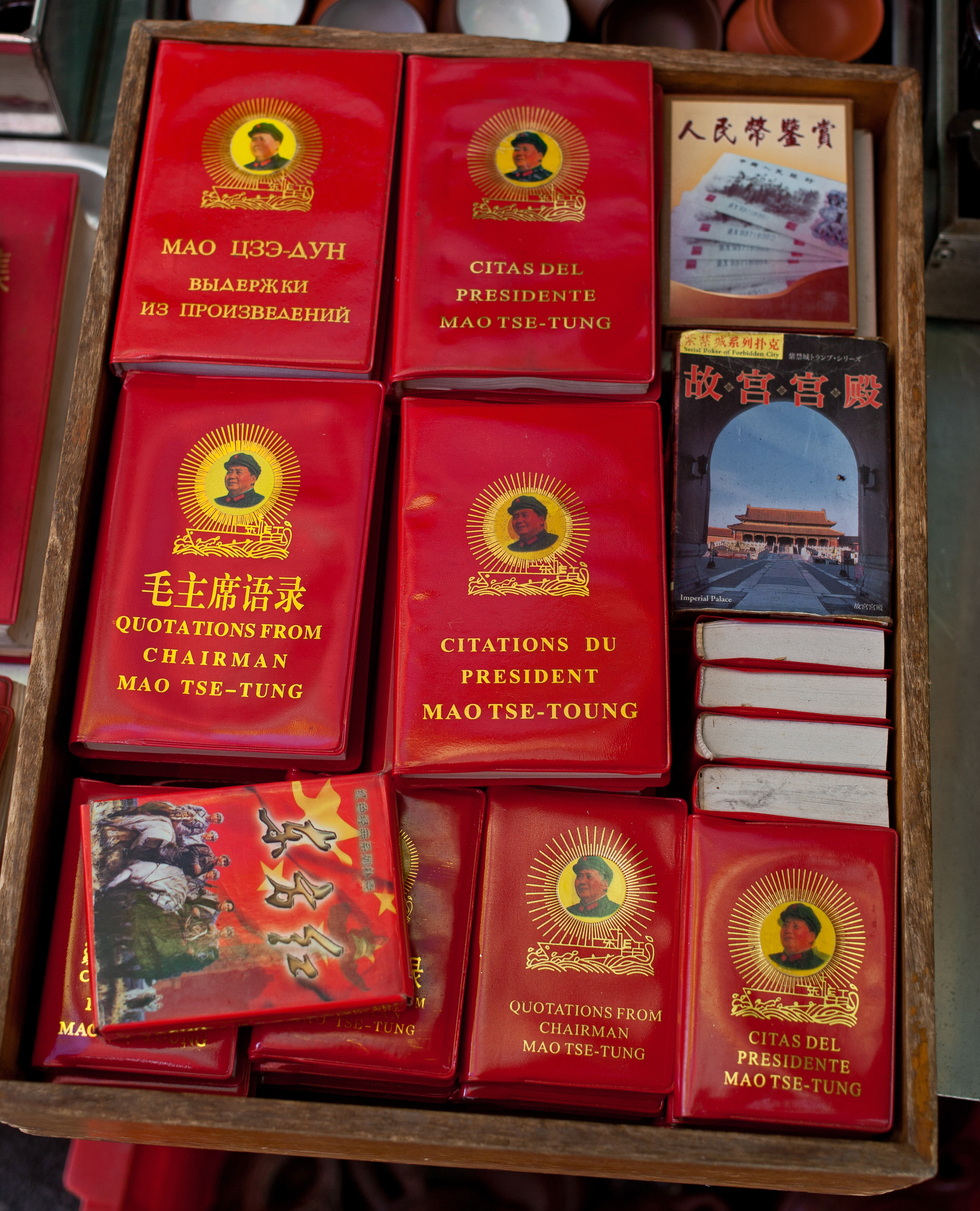
Le Petit livre rouge, receuil de citations du président Mao Zedong. Il forme l'un des socles idéologique du PCC.

Le PCC cherchait à éviter toute manifestation de « bureaucratisme » (pinyin : guānliáo zhǔyì), un terme général faisant référence à des traits potentiellement indésirables qui entraveraient la capacité des cadres à œuvrer efficacement pour réaliser le socialisme. Mao a développé la liste de ces traits dans son essai de 1970, « Vingt manifestations de La bureaucratie », y compris le factionnalisme, le red tape et le recours à une bureaucratie excessive. Ainsi, conformément aux amendements de 2018 à la loi sur la fonction publique et au règlement de travail de 2019 pour la promotion et la nomination des cadres dirigeants du parti et du gouvernement, la « qualité politique » et le « niveau politique » sont devenus les critères les plus importants pour le recrutement et l'évaluation des cadres.
Les cadres qui pratiquent activement la religion ou qui fréquentent des voyants de bonne aventure ont fait l'objet d'enquêtes et d'expulsions du parti. Cependant, les membres du PCC sont autorisés à consulter des voyants de bonne aventure pour choisir le nom d'un bébé. Il est également interdit aux cadres d'investir dans des fonds de capital-investissement. Les membres du PCC peuvent être expulsées pour avoir lu des documents interdits en privé, consommé de la drogue ou sollicité la prostitution. Sont également sanctionnés ceux qui « manquent d'esprit révolutionnaire » ou ne participent pas à des activités organisationnelles pendant six mois sans raison valable. Les cadres ne sont pas non plus autorisés à posséder ou à lire des livres interdits au grand public.

### Ecoles du partis

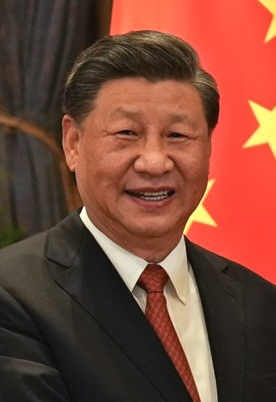
Xi Jinping fut, de 2007 à 2013, directeur de l'école centrale du parti

Le PCC gère des écoles du parti (pinyin : dǎngxiào) qui dispensent une formation et un enseignement aux cadres du Parti en milieu de carrière, ainsi qu'à certains cadres militaires, gouvernementaux et commerciaux. Les plus hautes d'entre elles sont dirigées par le Comité central du PCC et s'adressent aux cadres de tout le pays.
- L'École centrale du Parti communiste chinois à Pékin, avec un accent sur la théorie marxiste pour les cadres de haut niveau
- L'École nationale chinoise d'administration de Pékin, qui vise à « améliorer les capacités administratives du personnel gouvernemental »
- La Chinese Business Executive Academy de Dalian, avec un accent sur la gestion et l'économie pour les dirigeants d'entreprises publiques
- La China Executive Leadership Academy à Pudong, Shanghai, qui se concentre sur les affaires internationales
- L'Académie de leadership exécutif de Chine Yan'an à Yan'an et l'Académie de leadership exécutif de Chine Jinggangshan à Jinggangshan, qui proposent toutes deux une « formation sur les traditions et les conditions révolutionnaires ».

## Structure et organisation
Bien que le gouvernement chinois et sa législature aient l'autorité technique pour gérer les cadres, en pratique, c'est la seule compétence du parti communiste. Les comités du Parti à tous les niveaux (au niveau local, provincial et national) assument la responsabilité de la gestion des cadres, généralement par l'intermédiaire du Département de l'organisation, et généralement un ou deux niveaux administratifs inférieurs au comité. Grâce au système d'échange de cadres, le Parti fait alterner les fonctionnaires entre différents postes et emplacements dans le pays. Cette approche se concentre sur le développement des connaissances et de l'expérience globales des fonctionnaires pour des rôles futurs et ne cherche généralement pas à faire correspondre des dirigeants particuliers avec les besoins immédiats d'un poste ou d'un emplacement spécifique. Le Comité central lui-même ne gère directement qu'environ 4 000 à 5 000 postes de cadres, y compris des personnalités telles que les gouverneurs et vice-gouverneurs de province, les présidents des congrès populaires provinciaux et les procureurs en chef du système judiciaire.